# Міффлінтаун (Пенсільванія)
Міффлінтаун (англ. Mifflintown) — місто (англ. borough) в США, в окрузі Джуніата штату Пенсільванія. Населення — 840 осіб (2020).

## Географія
Міффлінтаун розташований за координатами 40°34′16″ пн. ш. 77°23′43″ зх. д. / 40.57111° пн. ш. 77.39528° зх. д. (40.571174, -77.395140). За даними Бюро перепису населення США в 2010 році місто мало площу 0,36 км², уся площа — суходіл.

## Демографія
Згідно з переписом 2010 року, у селищі мешкало 936 осіб у 367 домогосподарствах у складі 222 родин. Густота населення становила 2579 осіб/км². Було 405 помешкань (1116/км²).
Расовий склад населення:
| - 87,4 % — білих - 0,7 % — корінних американців - 0,6 % — чорних або афроамериканців - 0,4 % — азіатів - 7,3 % — осіб інших рас |

До двох чи більше рас належало 3,5 %. Частка іспаномовних становила 16,9 % від усіх жителів.
За віковим діапазоном населення розподілялося таким чином: 24,3 % — особи молодші 18 років, 62,1 % — особи у віці 18—64 років, 13,6 % — особи у віці 65 років та старші. Медіана віку мешканця становила 35,1 року. На 100 осіб жіночої статі у селищі припадало 104,4 чоловіків; на 100 жінок у віці від 18 років та старших — 110,4 чоловіків також старших 18 років.
Середній дохід на одне домашнє господарство становив 45 008 доларів США (медіана — 39 531), а середній дохід на одну сім'ю — 54 497 доларів (медіана — 50 750). Медіана доходів становила 31 136 доларів для чоловіків та 25 573 долари для жінок. За межею бідності перебувало 15,5 % осіб, у тому числі 12,8 % дітей у віці до 18 років та 27,2 % осіб у віці 65 років та старших.
Цивільне працевлаштоване населення становило 473 особи. Основні галузі зайнятості: виробництво — 33,0 %, освіта, охорона здоров'я та соціальна допомога — 17,3 %, роздрібна торгівля — 8,9 %, мистецтво, розваги та відпочинок — 7,0 %.